# Кенері-Ворф (станція метро)
51°30′13″ пн. ш. 0°01′07″ зх. д. / 51.503611111111° пн. ш. 0.018611111111111° зх. д.
Кенері-Ворф (англ. Canary Wharf) — станція лінії Джубилі Лондонського метро, у Кенері-Ворф, Лондон. Розташована у 2-й тарифній зоні, між станціями — Канада-Вотер та Північний-Гринвіч. Пасажирообіг на 2017 рік — 50.91 млн осіб
- 17. вересня 1999: відкриття станції[4]

## Пересадки
- На автобуси London Buses маршрутів: 135, 277, D3, D7, D8 та нічних маршрутів N277, N550, N551 та міжміські маршрути: 761, 762 763, 764, 769, 770, 781, 784[5]
- На станції Кенері-Ворф та Герон-Кіз